# Etha striata
Etha striata là một loài tò vò trong họ Ichneumonidae.